# Racio
Racio (en griego antiguo: Ῥάκιος), en la mitología griega, era hijo de Lebes, de la raza de los micénicos o cretense y líder de los primeros cretenses que se establecieron en la costa de Caria, convirtiéndose allí en rey. Su corte estaba ubicada en Colofón en Jonia. 
Después de la caída de Tebas por Tersandro, hijo de Polinices, en el episodio conocido como los Epígonos, los prisioneros fueron enviados al oráculo de Delfos, que les ordenó que fundasen una colonia.  Al llegar, los cretenses llevaron prisioneros a Racio, pero éste, al saber quiénes eran, tomó a Manto, hija del vidente Tiresias, como esposa, y dejó que se establecieran en esta tierra. Mopso, otro famoso vidente, hijo de Racio y de Manto, expulsaría posteriormente a los carios de la región.